# 德南站 (朝鲜)
德南站（韓語：덕남역）是朝鮮民主主義人民共和國平安南道德川市的一個鐵路車站，属于德南线。

## 邻近车站
德南线
南德川站 - 德南站